# SH-06D
docomo NEXT series AQUOS PHONE SH-06D（ドコモ ネクストシリーズ アクオスフォン エスエイチゼロロクディー）は、シャープによって開発された、NTTドコモの第三世代携帯電話（FOMA）端末である。docomo NEXT seriesのひとつ。
ここでは映画ヱヴァンゲリヲン新劇場版:QとのコラボレーションモデルであるSH-06D NERV（エスエイチゼロロクディー ネルフ）についても記述する。

## 概要
SH-01Dの兄弟機種。スペック面ではSH-01Dと同等で、3D液晶を搭載している。CPUのクロック数が若干アップしており、内蔵カメラは逆に1210万画素から800万画素にダウンしている。
携帯電話向けマルチメディア放送であるモバキャスに対応し、モバキャスの3D番組にも対応する。
Xi・おくだけ充電には対応していない。
2012年4月1日にサービス開始した、モバキャスを利用した初の商用サービス「NOTTV」にサービス開始時点で対応した、唯一のスマートフォンとなった。

## Android 4.0での変更点
2012年9月25日よりAndroid 4.0へのアップデートが開始された。ただし、Android 4.0以降のシャープ製Android搭載スマートフォンの独自UIである「Feel UX」には対応しない。SH-06D NERVは10月23日よりアップデートが開始された。
アップデートに伴う変更点・機能の追加は以下とおり。
- 顔認証機能への対応
- スクリーンショットの撮影方法が「電源キー＋ホームキーの同時押し」から「音量ダウンボタン＋電源ボタンの長押し」に変更
- フォントマネージャー機能の追加
- クイックツールボックス機能の追加
- ロック解除画面でカメラを起動できる機能の追加
- 文字入力の改善
  - 文字入力方法をスライド操作で簡単に切り替えられる機能の追加
- 「iコンシェル」・「SDカードバックアップ」アプリなどの追加
- 「ベールビュー」のアニメパターン1～3の削除。

## SH-06D NERV
映画ヱヴァンゲリヲン新劇場版:Qとのコラボレーションモデルで、ヱヴァンゲリヲン新劇場版とのコラボレーションは2009年発売のSH-06A NERVに次いで第2弾となる。限定販売台数は3万台で、うち3000台はドコモオンラインショップにて2012年6月29日から7月1日の3日間限定で、各日1000台ずつ販売された。通称“ヱヴァスマホ（ヱヴァスマフォ）”。NEXTではあるがAQUOS PHONEシリーズには含まれない。
NERVの官給品というコンセプトだった前回のSH-06A NERVに対し、今回のコンセプトはNERV幹部に支給される端末の流出品となっている。
本製品の主な特徴は、以下の通りである。

### デザイン
前面パネルとハードキーのデザインが通常の物と異なる。デスクトップホルダーも専用デザインになっている。外箱及び説明書も、通常の物とはデザインが異なる。
「Type：NERV」と、ミラー処理が施してある「Type：MAGI」の2種類の専用カバーが同梱されている。

### MAGI Home・MAGI Widget
スーパーコンピュータMAGIのインターフェースをイメージしたデザインのホーム画面とウィジェットが搭載されている。
共にステレオ3Dに対応している。
グーグルの検索ウィンドウまでもが、MAGI仕様の色調に変更されている。

### オリジナルアプリケーション
- Attack of The 8th Angel

第8使徒戦を再現したタイムアタックゲーム。
- NERV職員専用アプリ

伊吹マヤ二尉との通信コミュニケーションを擬似体験する事ができる。ショートメッセージや映像通信などが可能。
- 3D Special Movie Viewer
  - Evangelion 3D

ヱヴァンゲリヲン史上初の3D映像。スタジオカラーによる新作カットを含む約2分のショートムービー。
2D-3D変換はキュー・テックによって行われた。
  - 3D Model Movie

スタジオカラー製作の、3Dモデル映像データ集。
ヱヴァンゲリヲンや使徒、戦闘機等の3Dモデルを、ステレオ3Dで鑑賞する事ができる。
全部で22種類収録されている。

他にも、UI用のきせかえテーマ、壁紙、150種類以上のデコメなど、NERVモデル特有のコンテンツが搭載される。

## 主な機能
| 主な対応サービス                               | 主な対応サービス                                           | 主な対応サービス                       | 主な対応サービス                                     |
| ---------------------------------------------- | ---------------------------------------------------------- | -------------------------------------- | ---------------------------------------------------- |
| タッチパネル／加速度センサー／磁気センサ       | Xi／FOMAハイスピード14Mbps(受信)送信5.7Mbps                | Bluetooth 3.0(apt-x対応)               | DCMX／おサイフケータイ／赤外線／トルカ               |
| ワンセグ／モバキャス                           | メロディコール                                             | テザリング(IEEE802.11b/g相当)          | WiFi IEEE802.11b/g/n                                 |
| GPS                                            | spモード／電話帳バックアップ                               | デコメール／デコメ絵文字／デコメアニメ | iチャネル／iコンシェル／しゃべってコンシェル(キャラ) |
| エリアメール／ソフトウェアアップデート自動更新 | デジタルオーディオプレーヤー (WMA、MP3、MP4(ALAC非対応)他) | GSM／3Gローミング（WORLD WING）        | フルブラウザ／Flash Player 10.3                      |
| Androidマーケット／dメニュー／dマーケット      | Gmail／Google Talk／YouTube／Picasa                        | バーコードリーダ／名刺リーダ           | ドコモ地図ナビ／Google Maps／ストリートビュー        |

## 歴史
- 2012年2月16日 - NTTドコモより発表。
- 2012年3月13日 - ヱヴァンゲリヲン新劇場版:QとのコラボレーションモデルであるSH-06D NERVを追加発表[2]。
- 2012年3月16日 - 予約開始[3]。
- 2012年3月23日 - 発売開始。
- 2012年5月16日 - SH-06D NERV詳細発表。
- 2012年6月16日 - SH-06D NERV事前予約開始。
- 2012年6月29日 - SH-06D NERV発売開始。
- 2012年9月25日 - SH-06DがAndroid 4.0へアップデート開始[4][5]。
- 2012年10月23日 - SH-06D NERVがAndroid 4.0へアップデート開始[6]。

## アップデート
2012年4月2日に以下の不具合の修正がソフトウェアアップデートによって行われた。SH-06D NERVは発売前であり対象外。
- 特定サイトでブラウザからファイルをアップロードすると、完了後の画面で一部文字化けが発生する場合がある。
- ブラウザでGoogleマップサイトに接続し、ドラッグ操作を行った際に地図表示がチラつく場合がある。

2012年5月24日に以下の不具合の修正がソフトウェアアップデートによって行われた。SH-06D NERVは発売前であり対象外。
- 他の携帯電話からスケジュールデータを赤外線送信した場合、登録日付がずれる場合がある。
- 携帯電話本体に負荷がかかっている際、まれに、正常に充電できない場合がある。

2012年8月2日に以下の不具合の修正がソフトウェアアップデートによって行われた。
- アプリ利用時にまれにエラーメッセージが表示され、アプリが強制終了したり正常に動作しない場合がある。
- microSDXCカードを差し込むと、microSDXCカード内のデータが破損される。SH-06Dのみ対象。

2013年2月25日に以下の不具合の修正がソフトウェアアップデートによって行われた。
- 画面ロック解除後に、時計・インフォメーションウィジェットの時間がずれる場合がある。
- 携帯電話（本体）のタッチパネルが、まれに正しく操作できない場合がある。

2013年9月24日にSH-06Dのみ、以下の不具合の修正がソフトウェアアップデートによって行われた。
- ブラウザでファイルをダウンロードする際に、まれにダウンロードに失敗する場合がある。

2013年9月30日にSH-06D NERVのみ、以下の不具合の修正がソフトウェアアップデートによって行われた。
- ブラウザでファイルをダウンロードする際に、まれにダウンロードに失敗する場合がある。
- 特定のエリアでMAGI WEATHERウィジェットの天気情報が正常に表示されない場合がある。